# Mapei (bedrijf)
Mapei is een Italiaans bedrijf dat chemische reactieproducten en oplossingen voor de bouwsector produceert. Het bedrijf bestaat sinds 1937. Hoofdzetel is Milaan. Mapei is eigendom van de familie Squinzi.

## Geschiedenis
In 1937 werd Mapei in Milaan opgericht door Rodolfo Squinzi. Het is een Italiaans familiebedrijf gespecialiseerd in systemen en producten voor de bouw is sinds decennia actief op de Belgische markt. De Mapei-groep had rond 2019 een omzet van ruim 2,5 miljard euro. Het bedrijf telt 87 dochterondernemingen met 81 productiefaciliteiten in 35 landen. Mapei heeft fabrieken over de hele wereld: voor Nederland is dat Apeldoorn.
Sinds 1995 heeft men in België een eigen filiaal in Grâce-Hollogne, provincie Luik. Het was Giorgio Squinzi, de zoon van Rodolfo, die van Mapei een internationale speler maakte.
In 2019 overleed Giorgio Squinzi aan een slepende ziekte, waarna zoon Marco en dochter Veronica het bedrijf van hun vader overnamen.

## Sport
Mapei is de hoofdsponsor van de Italiaanse Serie A-voetbalclub US Sassuolo. Het bedrijf is ook naamgever van het stadion, het Mapei Stadium - Città del Tricolore. Tussen 1993 en 2002 investeerde de familie Squinzi in een wielerploeg met de West-Vlaming Patrick Lefevere als sportief bestuurder. Bekende renners die voor Mapei reden: Johan Museeuw, Frank Vandenbroucke, Paolo Bettini, Andrea Tafi, Franco Ballerini en Michele Bartoli.